# Тім Маккормік
Тімоті Деніел Маккормік (англ. Timothy Daniel McCormick, нар. 10 березня 1962, Детройт, США) — американський професіональний баскетболіст, що грав на позиції центрового за низку команд НБА. Згодом — баскетбольний аналітик на ESPN.

## Ігрова кар'єра
Починав грати у баскетбол у команді старшої школи Кларкстонської старшої школи (Кларкстон, Мічиган). На університетському рівні грав за команду Мічиган (1980–1984). 
1984 року був обраний у першому раунді драфту НБА під загальним 12-м номером командою «Клівленд Кавальєрс» та одразу був обміняний до «Сіетл Суперсонікс». Захищав кольори команди із Сіетла протягом наступних 2 сезонів.
З 1986 по 1988 рік грав у складі «Філадельфія Севенті-Сіксерс».
Частину 1988 року виступав у складі «Нью-Джерсі Нетс».
Наступною командою в кар'єрі гравця була «Х'юстон Рокетс», за яку він відіграв 2 сезони.
З 1990 по 1991 рік грав у складі «Атланта Гокс».
Останньою ж командою в кар'єрі гравця стала «Нью-Йорк Нікс», до складу якої він приєднався 1991 року і за яку відіграв один сезон.